# Coleomegilla
Coleomegilla är ett släkte av skalbaggar. Coleomegilla ingår i familjen nyckelpigor.
Kladogram enligt Catalogue of Life:
| Coleomegilla | \| \| Coleomegilla cubensis \| \| \| \| \| \| Coleomegilla maculata \| \| \| \| |
|              | \| \| Coleomegilla cubensis \| \| \| \| \| \| Coleomegilla maculata \| \| \| \| |
|              | Coleomegilla cubensis                                                           |
|              |                                                                                 |
|              | Coleomegilla maculata                                                           |
|              |                                                                                 |

## Bildgalleri

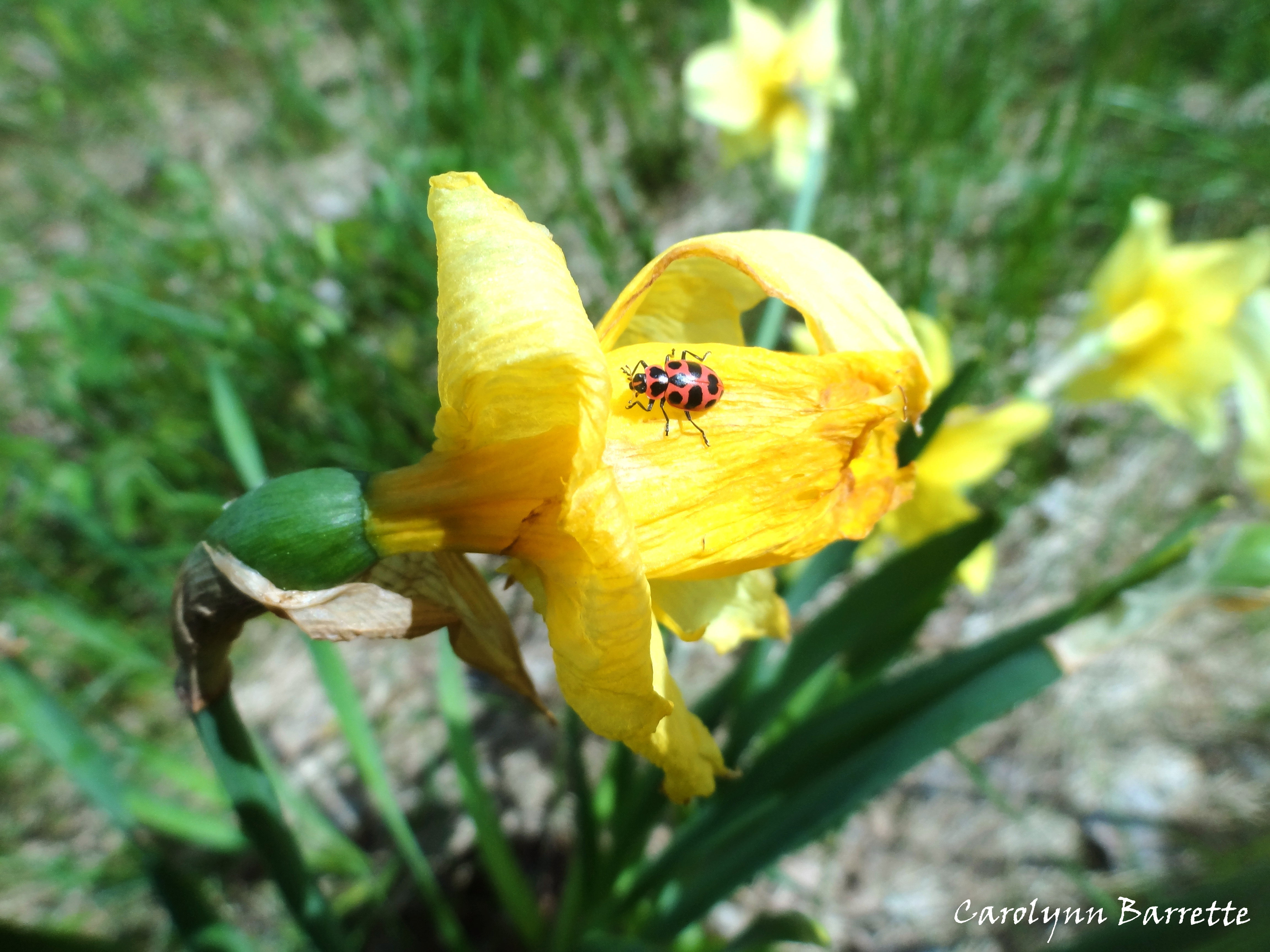
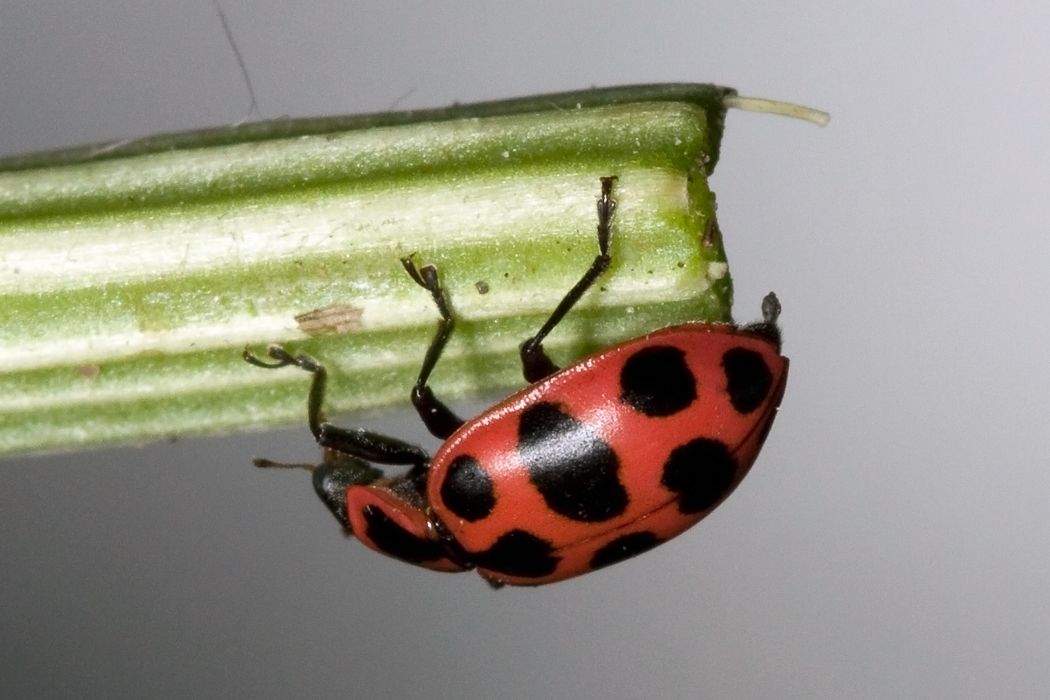
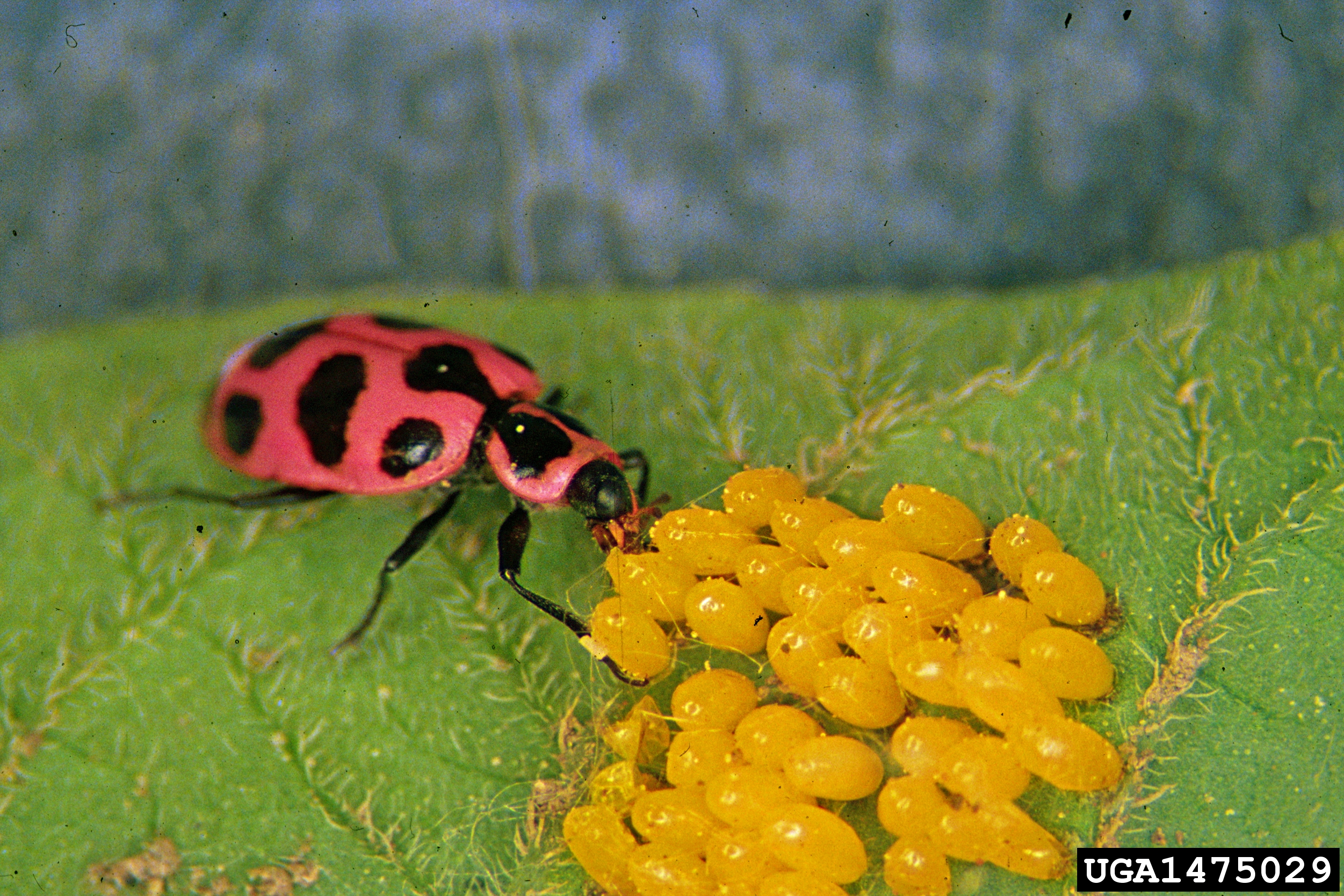
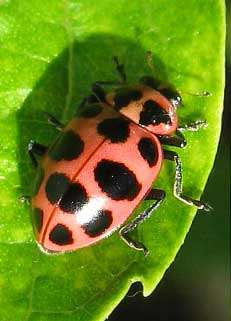
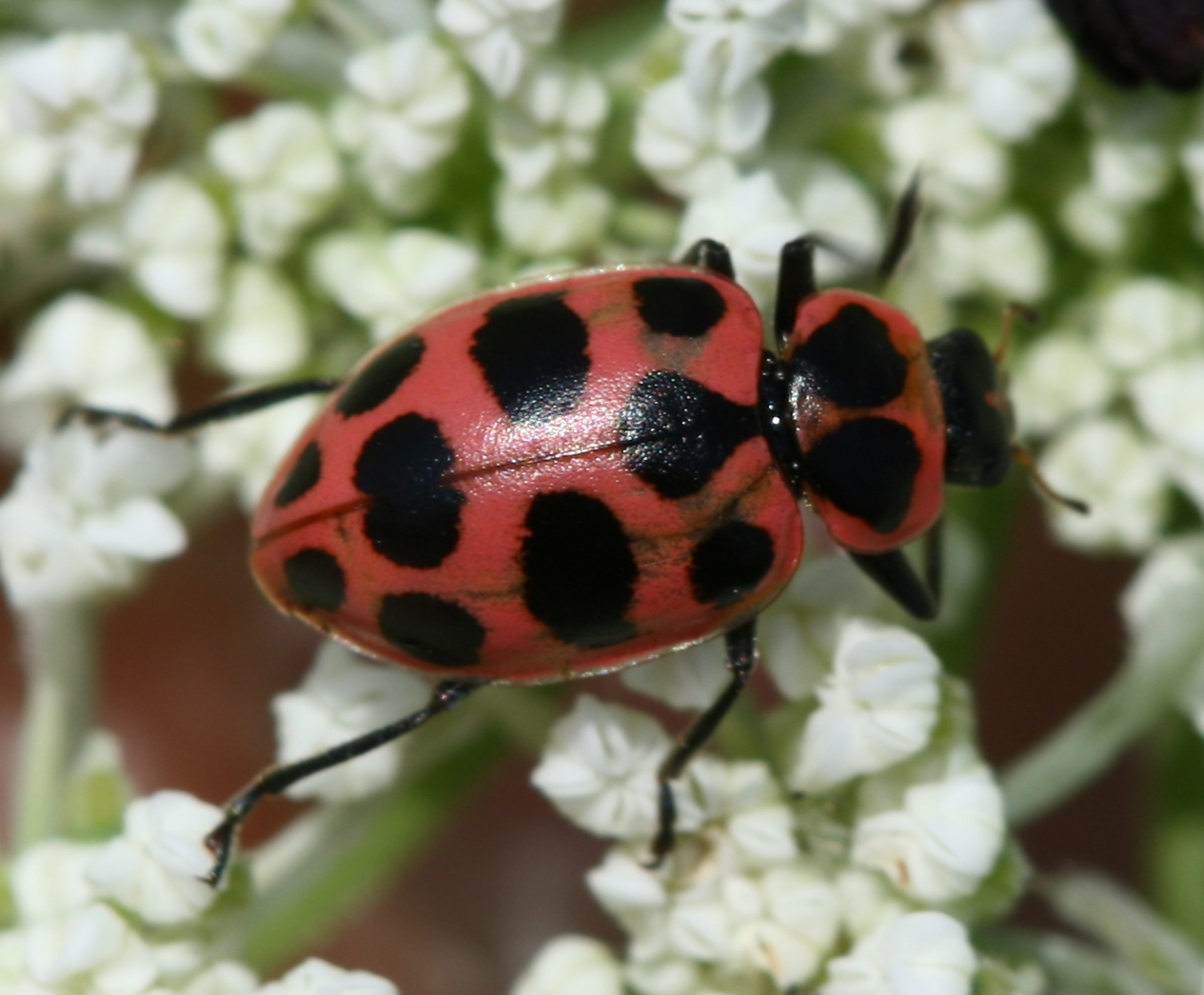